# Chiesa di Sant'Antonio Abate (Orosei)
La chiesa di Sant'Antonio Abate è un edificio religioso situato ad Orosei, centro abitato della Sardegna centro-orientale. È consacrata al culto cattolico e fa parte della parrocchia di San Giacomo Maggiore, diocesi di Nuoro.
L'edificio, costruito con pietra vulcanica in diverse fasi fra il Trecento e il Quattrocento, poggia su un precedente impianto romanico, del quale è visibile una piccola parte del pavimento, mentre le pareti presentano antichi affreschi del Quattrocento con scene della vita di Gesù e di alcuni santi.
La chiesa fa parte di un ampio complesso che ospita una torre medievale del periodo pisano e una serie di cumbessias.
La chiesa intitolata, che doveva essere chiesa palatina, presenta un ciclo pittorico datato al XIV secolo, di grande interesse per la probabile committenza dei giudici d’Arborea, che ebbero questo borgo già prima del 1350.

## Galleria d'immagini

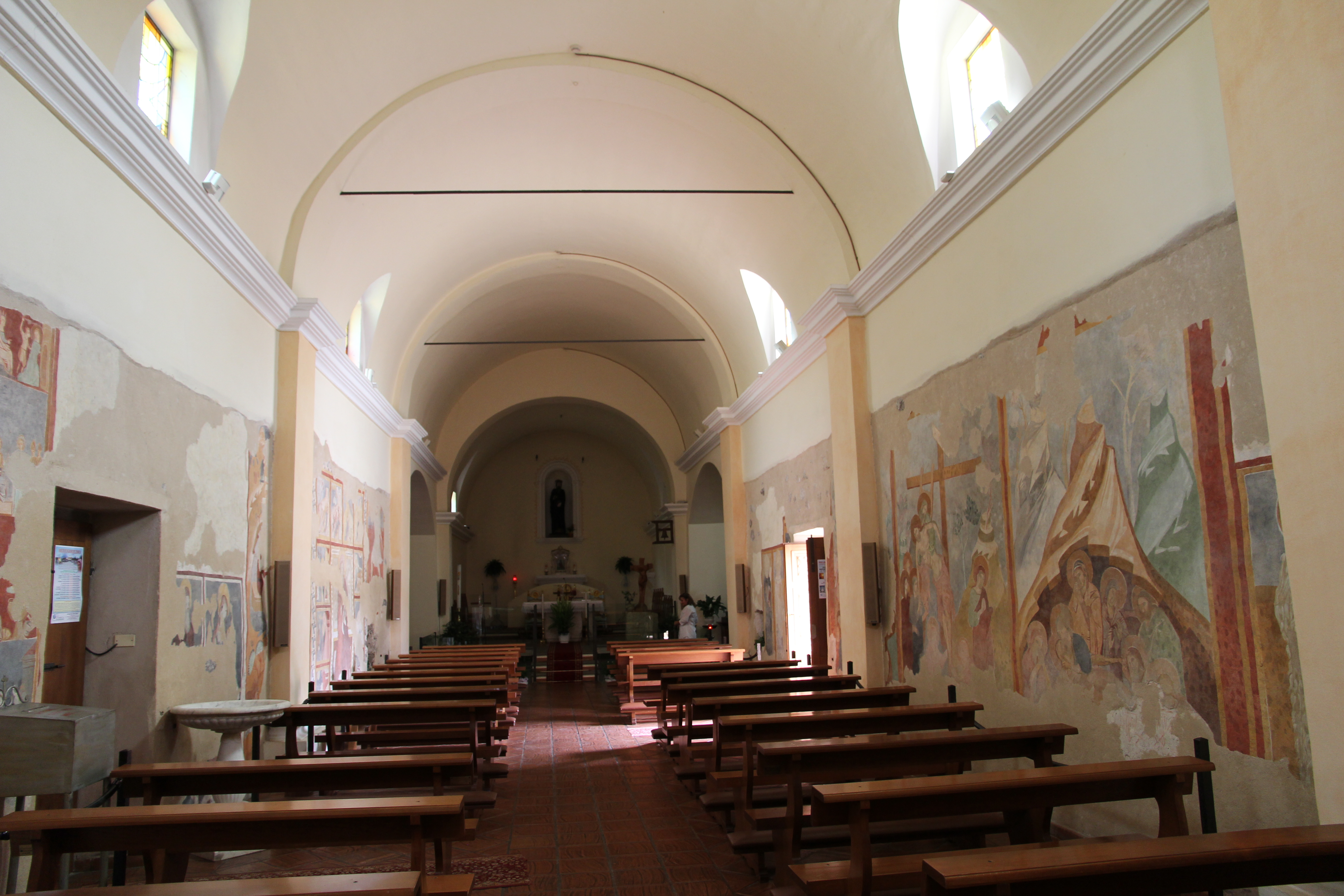
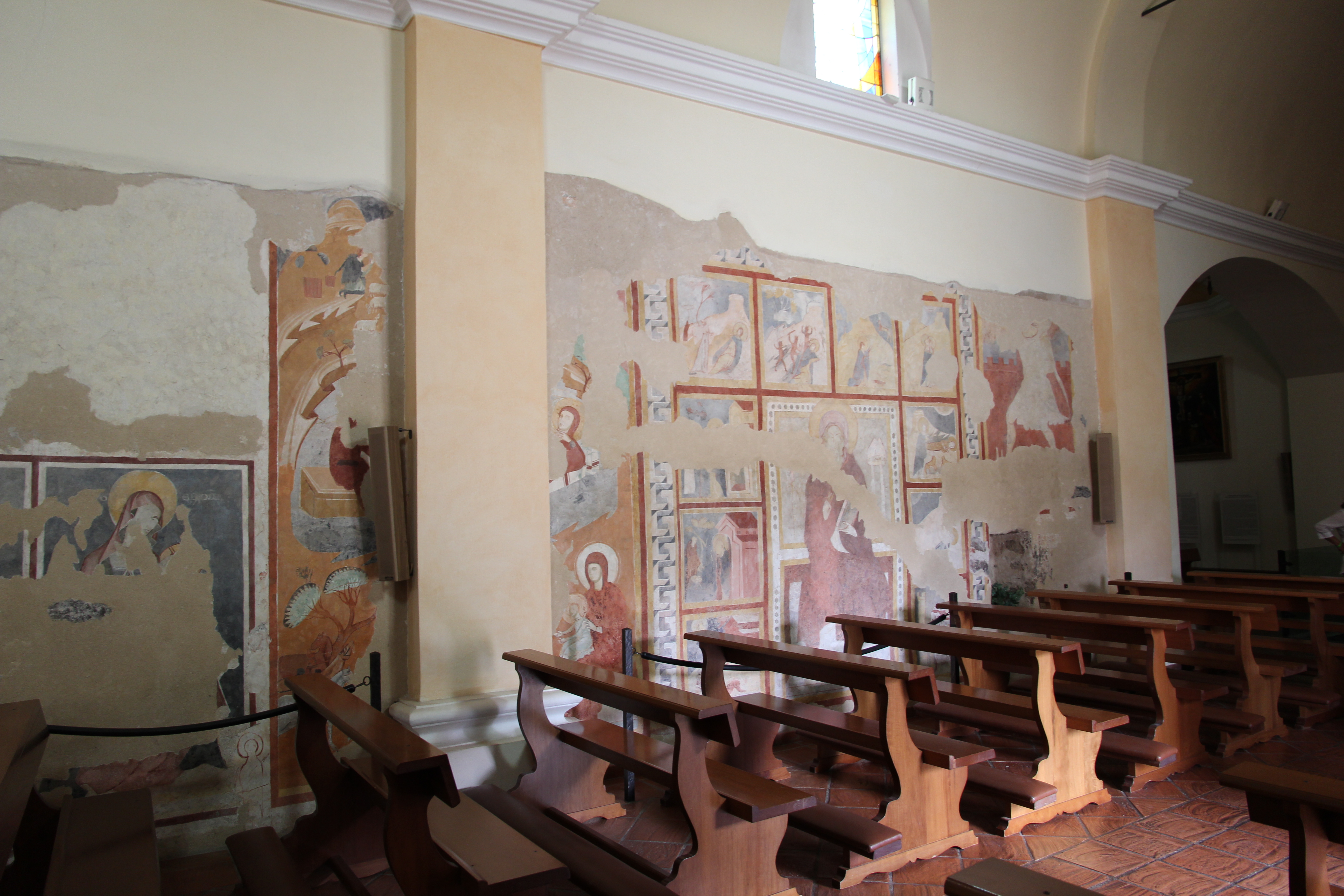
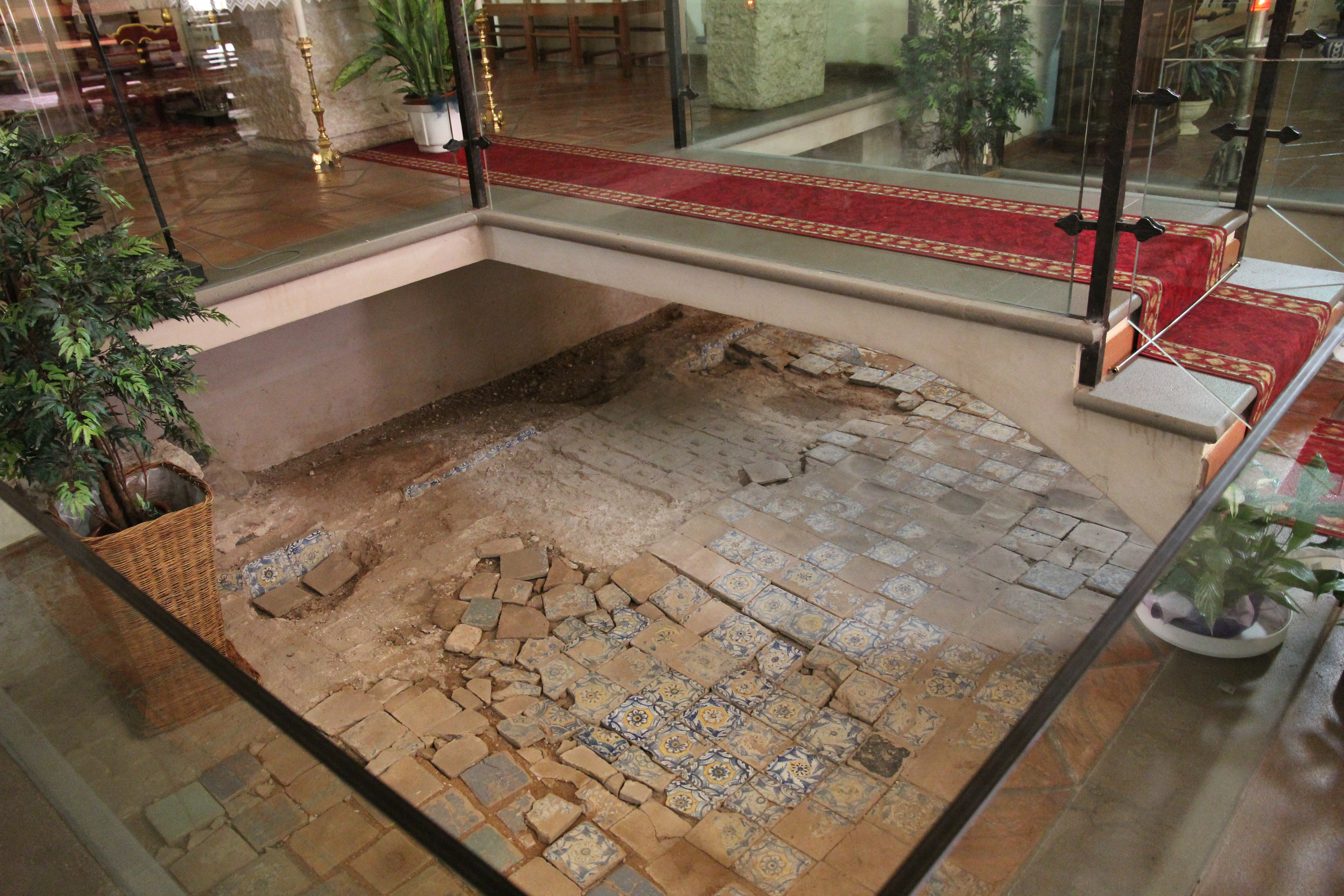
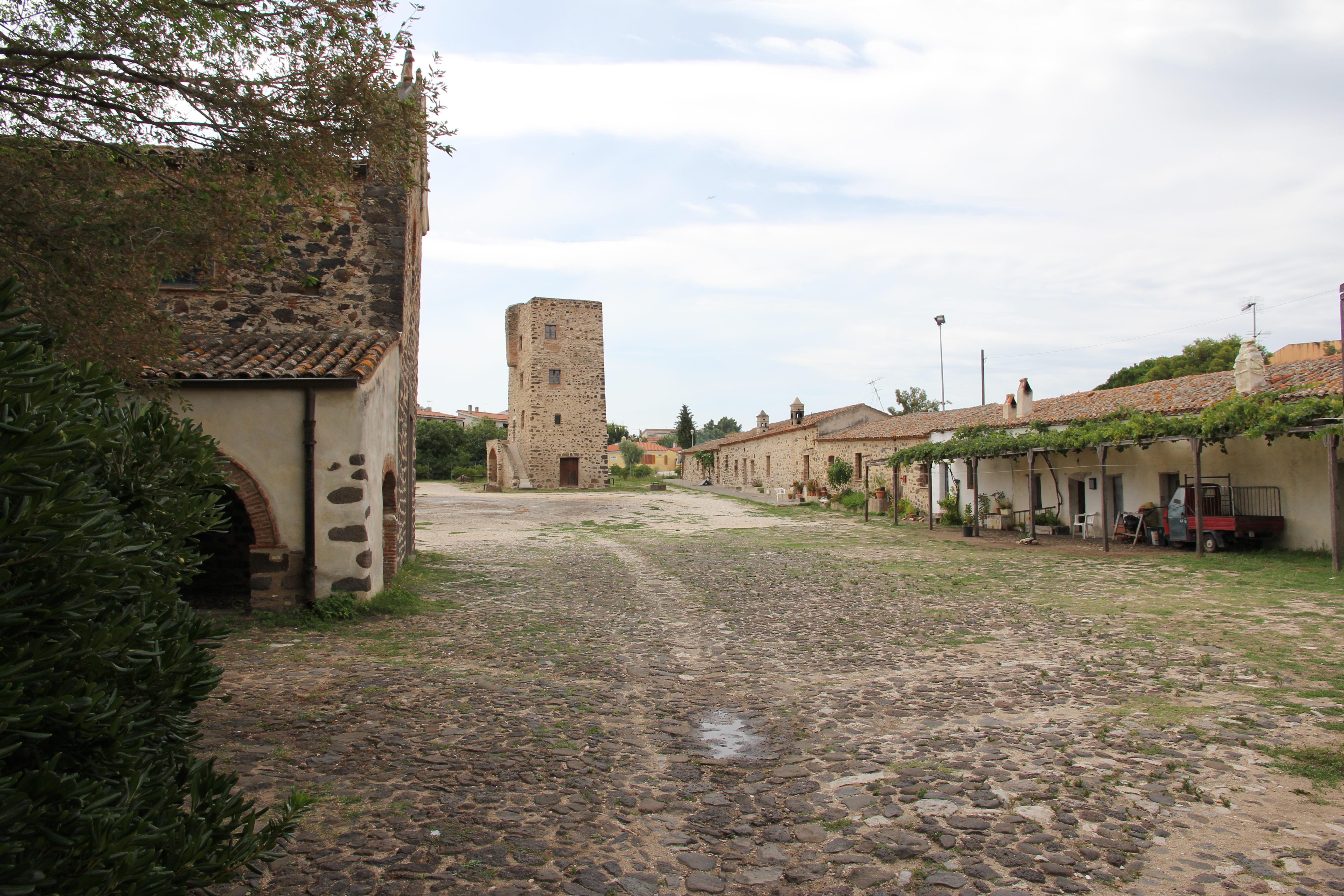